# Bazar de l'Hôtel de Ville
Pour les articles homonymes, voir BHV.

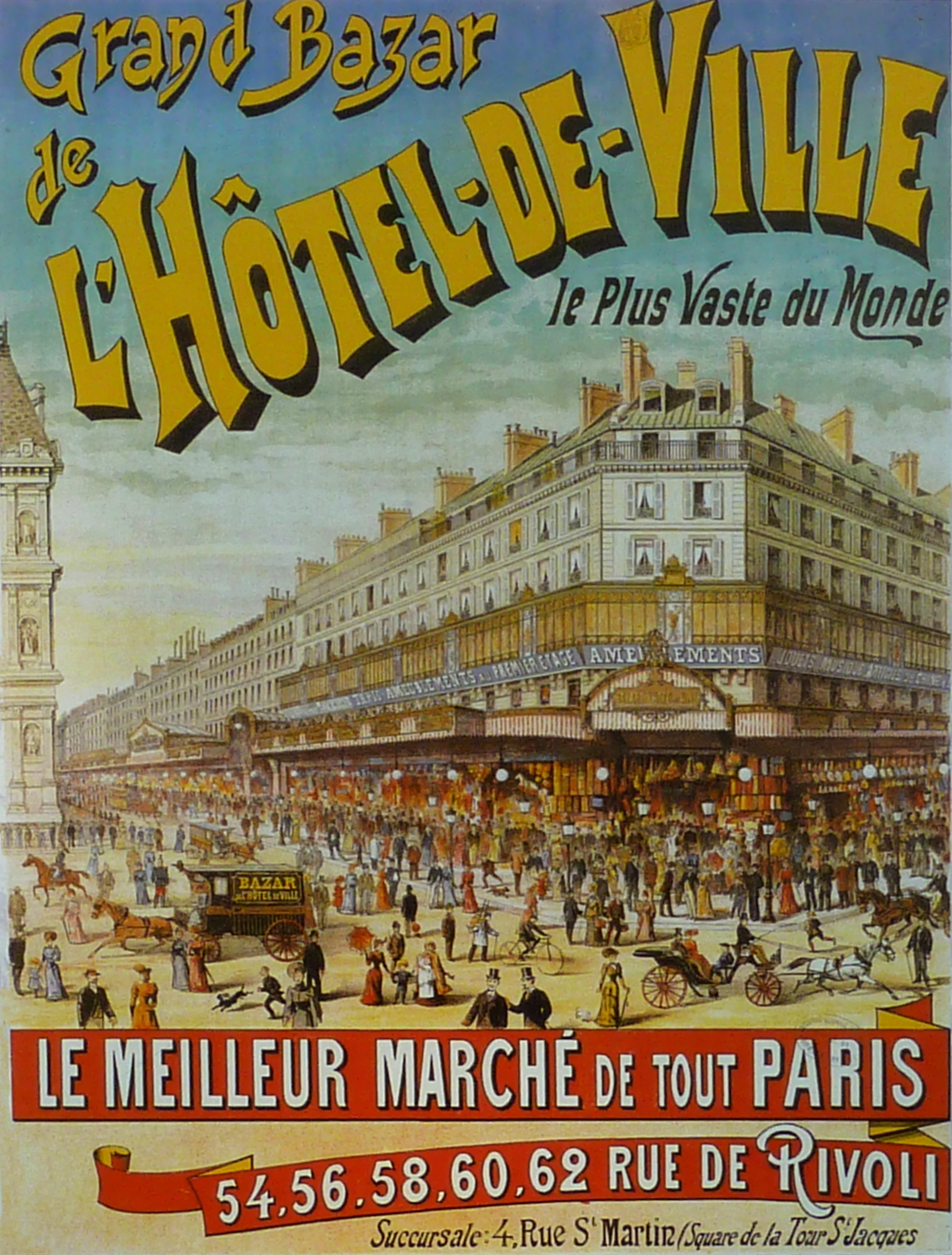
Affiche de 1891 par Émile Lévy.

Le Bazar de l'Hôtel de Ville, renommé Le BHV Marais en 2013, est un grand magasin appartenant au groupe Société des Grands Magasins (SGM), qui l'a racheté en novembre 2023 au Groupe Galeries Lafayette. Il est situé à Paris, rue de Rivoli, dans le 4e arrondissement, en face de l'Hôtel de ville, mais occupe aussi plusieurs autres bâtiments voisins. Très tôt, le magasin rassemble sous le même toit tout ce qui est nécessaire à l'équipement de la personne et de la maison, de la décoration à la mode en passant par la beauté ou le bricolage, ce dernier secteur occupant le sous-sol du bâtiment principal et ayant grandement participé à la renommée du magasin.
Le site est desservi par la station de métro Hôtel de Ville, et se trouve également à proximité de Saint-Paul, Châtelet et Rambuteau.
Cet établissement fut à l'origine d'une chaîne de magasins centrée sur le bricolage ne comptant plus qu'un magasin hors de Paris, Le BHV Parly 2, situé au sein du centre commercial Westfield Parly 2 dans la commune du Chesnay dans les Yvelines.
À l'étranger, l'enseigne est installée à Beyrouth (Liban).
La société est membre de l'Association Internationale des Grands Magasins de 1963 à 1993.

## Le BHV Marais

### Histoire

#### Débuts

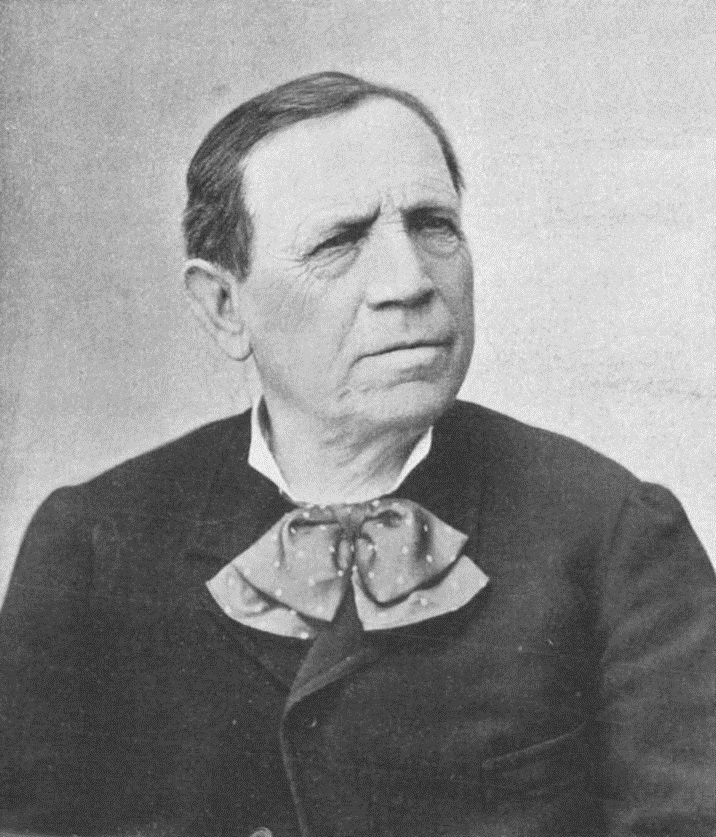
Xavier Ruel, commerçant, philanthrope et membre du conseil municipal de Paris.

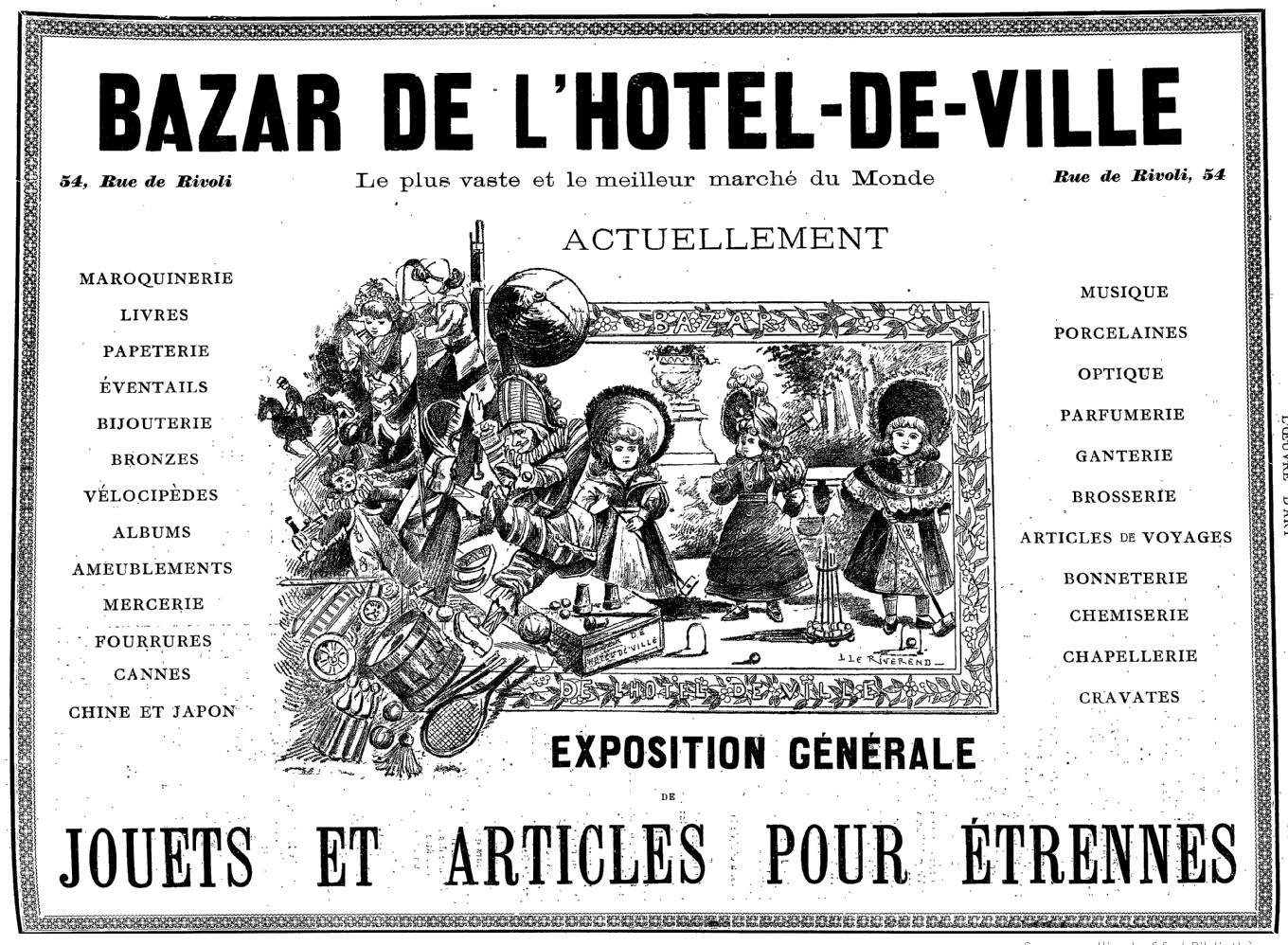
Publicité pour le Bazar de l'Hôtel de Ville parue dans la revue L'Œuvre d'art en janvier 1895.

Le bimbelotier François-Xavier Ruel, arrivé de Lyon avec sa femme Marie-Madeleine Poncerry au début des années 1850, commencent par vendre quelques bonnets en tant que marchands ambulants. Ils se sédentarisent et ouvrent ensemble en 1856 une boutique de bimbeloterie au 54, rue de Rivoli baptisé « Ruel jeune » mais aussi surnommé « Bazar Napoléon » : en effet, la légende voudrait qu'alors que l’impératrice Eugénie passe devant son magasin, les chevaux de son attelage soudain effrayés s’emballent furieusement. Xavier Ruel se jette alors à leur tête et parvient à les maitriser. Touchée par cet acte de bravoure, l'impératrice Eugénie lui fait remettre une somme importante pour le récompenser.
François-Xavier Ruel utilise cette récompense pour créer un « bazar » en référence aux lieux de commerce persans, qui évoquent lumières et richesses orientales et un centre d'affaires rassemblant plusieurs industries et spécialités, en vogue au XIXe siècle. Il lui donne en 1860 le nom de « Bazar de l'Hôtel de Ville », et sa femme Marie-Madeleine Poncerry en prend la tête. L'enseigne, qui se veut être « le meilleur marché de tout Paris », s'ouvre à la clientèle directement sur la rue et vend des articles à prix fixes, sur de grands étalages qui en font sa popularité. En 1880, le couple n'occupe toujours qu'une petite façade sur la rue de Rivoli, puis l'activité s'étend à tout un îlot d'immeubles.
Si le magasin se fait rapidement une spécialité pour les rayons outillage et la quincaillerie, il développe aussi de nombreux autres rayons pour l'équipement de la femme et de l'homme, suivant les évolutions de mode. L'enseigne propose même une gamme d'accessoires et de parfums estampillés « BHV ».

#### XXesiècle
François-Xavier Ruel meurt en 1900, laissant derrière lui une entreprise comptant 800 employés. Son petit-fils Henri Viguier (1877-1967) prend alors la succession du Bazar de l'Hôtel de Ville. Il parachève l’œuvre de son aïeul, entreprenant de vastes transformations afin d'unifier et d'adapter les immeubles progressivement achetés aux besoins du commerce. C'est notamment lui qui dirige les vastes travaux réalisés en 1912 selon les plans de l'architecte Auguste Roy, donnant au bâtiment sa fameuse rotonde et l'essentiel de sa structure moderne. Henri Viguier est l'homme de toutes les grandes réalisations du magasin, du BHV devenu société anonyme en 1931 à son introduction en bourse en 1960.
Après la Seconde Guerre mondiale, l'offre du magasin et son organisation sont repensées. Le sous-sol participe à construire la réputation du magasin comme étant le « plus grand spécialiste d’outillage », faisant le bonheur des adeptes du bricolage.
À la suite du décès d'Henri Viguier en 1967, la gestion de l'entreprise reste maintenue au sein de la même famille : Gérard Boulot (1912-2006), le beau-frère d'Henri Viguier, reprend la direction du BHV.
Le 2 décembre 1978 une bombe explose au rayon bricolage situé au sous-sol, tuant une employée et faisant 7 blessés,.
En 1989, le groupe des Nouvelles Galeries est détenteur de plus de la moitié des parts du groupe BHV et en devient le principal actionnaire. Deux ans plus tard, le groupe Galeries Lafayette fait l'acquisition des enseignes Bazar de l'Hôtel de Ville (BHV) et Nouvelles Galeries.

#### Un grand magasin en accord avec son temps
Dès 1975, le Bazar de l'Hôtel de Ville oriente son offre vers la maison, liée à l'accroissement de l'intérêt des ménages pour l'aménagement intérieur, en partie lié au baby-boom. Attentif aux évolutions de la société, le BHV adopte toutes les innovations du commerce : inauguration d'un escalator en 1954, création d'un parking public doté d’un accès direct au magasin, diffusion des dernières inventions en matière d'appareils électriques à usage domestique (cocotte-minute, réfrigérateur, robot-mixeur), etc. Le magasin joue aussi un rôle moteur dans la diffusion de nouvelles pratiques de consommation : livraisons, installations à domicile, service client, crédit à la consommation, et même ouverture nocturne puisqu'il est l'un des premiers à le proposer dès 1963.
Le BHV accompagne aussi l'avènement des loisirs et l'émergence du temps libre pour les employés, en proposant des articles de pêche, de jardinage et de bricolage, en ouvrant un rayon consacré au sport en 1937 ou en vendant des articles de camping à partir des années 1950.

#### Un vivier d'inspiration pour les artistes
L'assortiment unique de produits proposés au BHV lui permet de devenir un fournisseur plébiscité par les artistes, à l'instar de Marcel Duchamp : en 1914, l'artiste acquiert un porte-bouteilles en fer galvanisé qu'il repense complètement et révolutionne ainsi la pratique artistique, inaugurant l'histoire des collaborations entre les artistes et le magasin. Cet héritage duchampien est revendiqué par de nombreux artistes contemporains, qui continuent aujourd'hui à faire du magasin leur fournisseur officiel. En 2001, Andrée Putman, commissaire de l'exposition « Le BHV inspire les artistes », invite 17 artistes à produire des œuvres au cœur-même du magasin, parmi lesquels Mathieu Mercier, Annette Messager, Raymond Hains ou Fabrice Hybert.

#### XXIesiècle
En 2007, le BHV Homme ouvre rue du Temple. Le magasin principal se concentre sur la mode féminine, le bricolage, la décoration et l'ameublement. Le sous-sol est totalement rénové et modernisé.

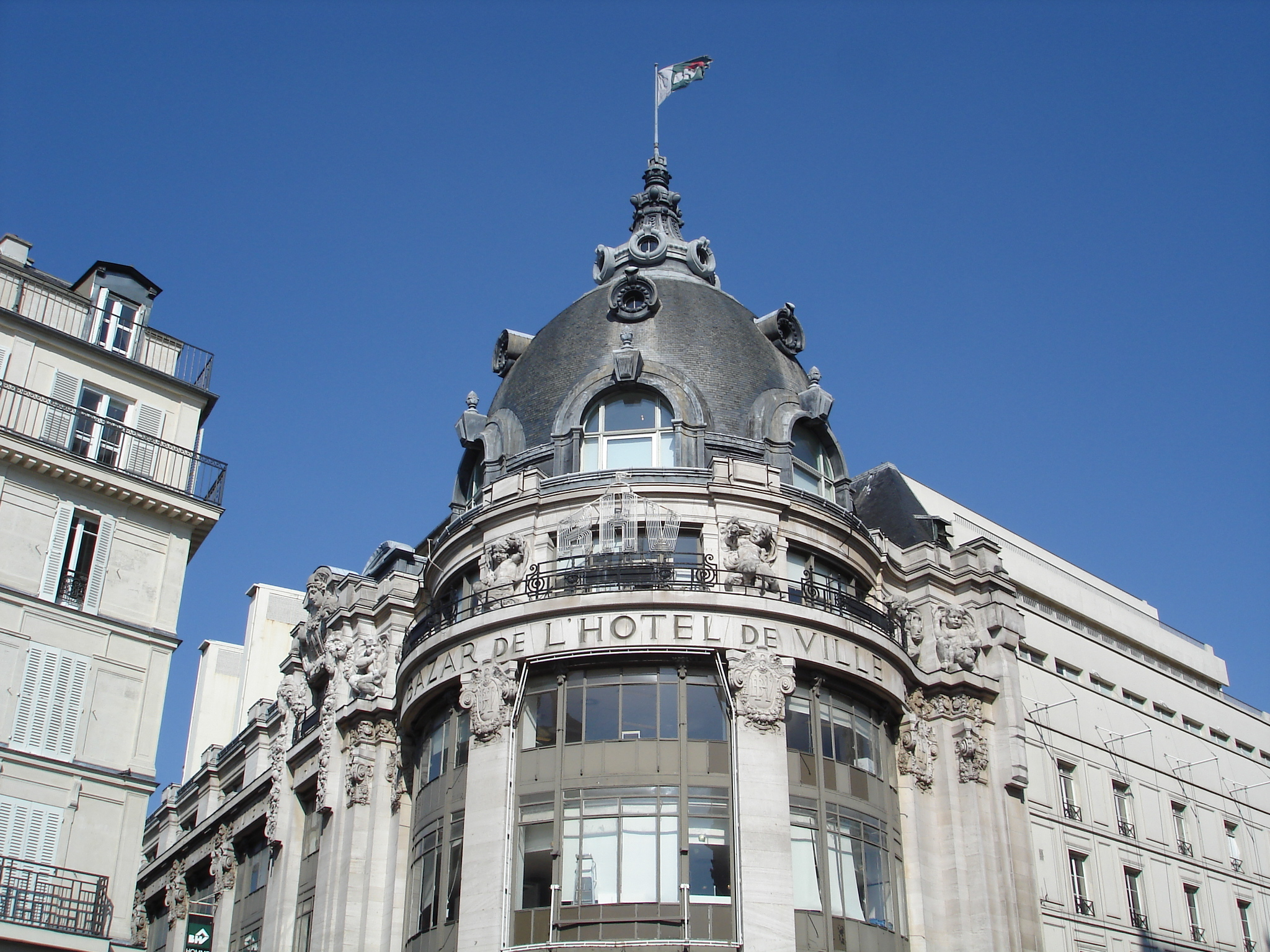
La coupole, côté Hôtel de ville.
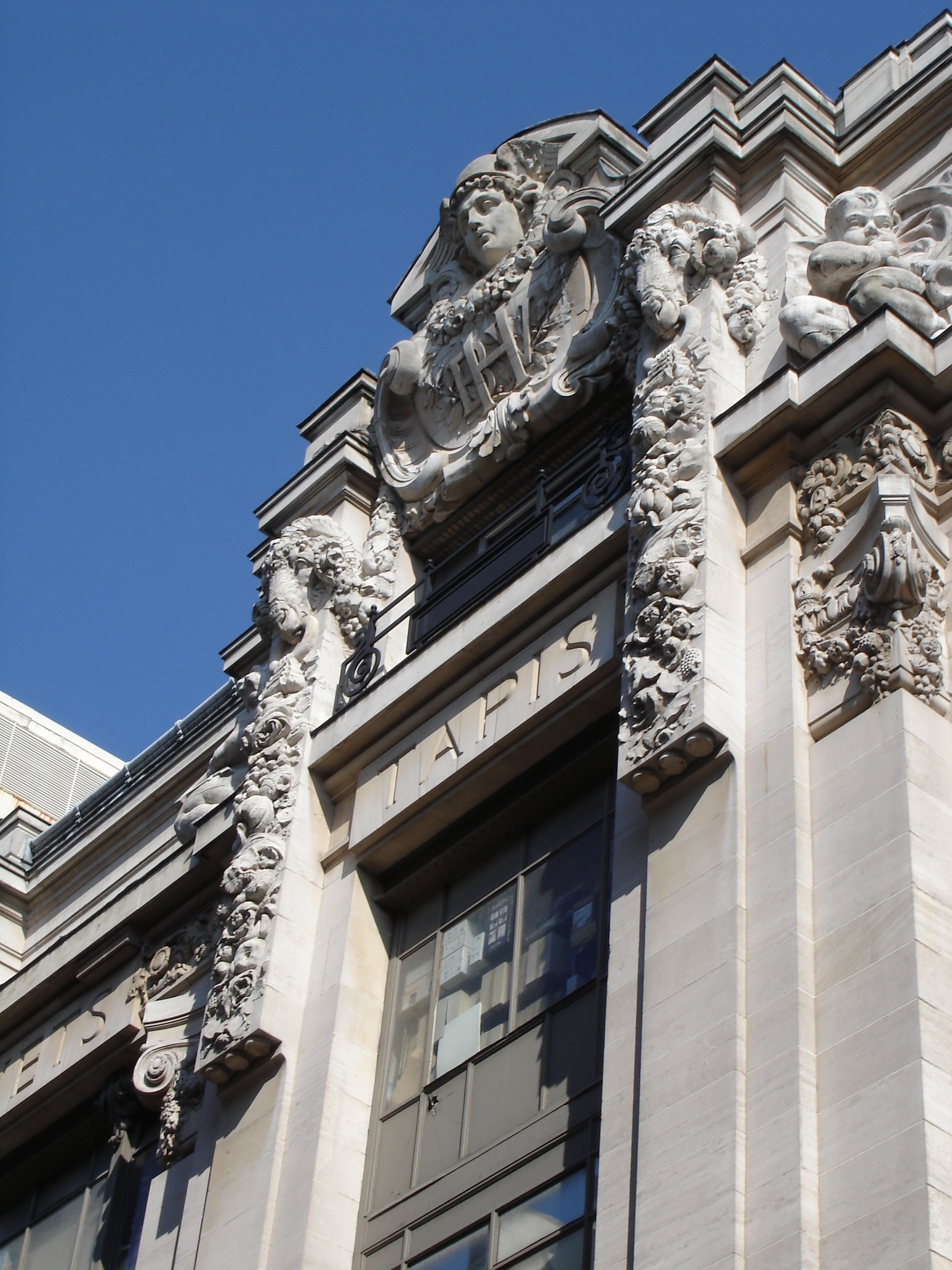
Détail de la façade, côté rue du Temple.
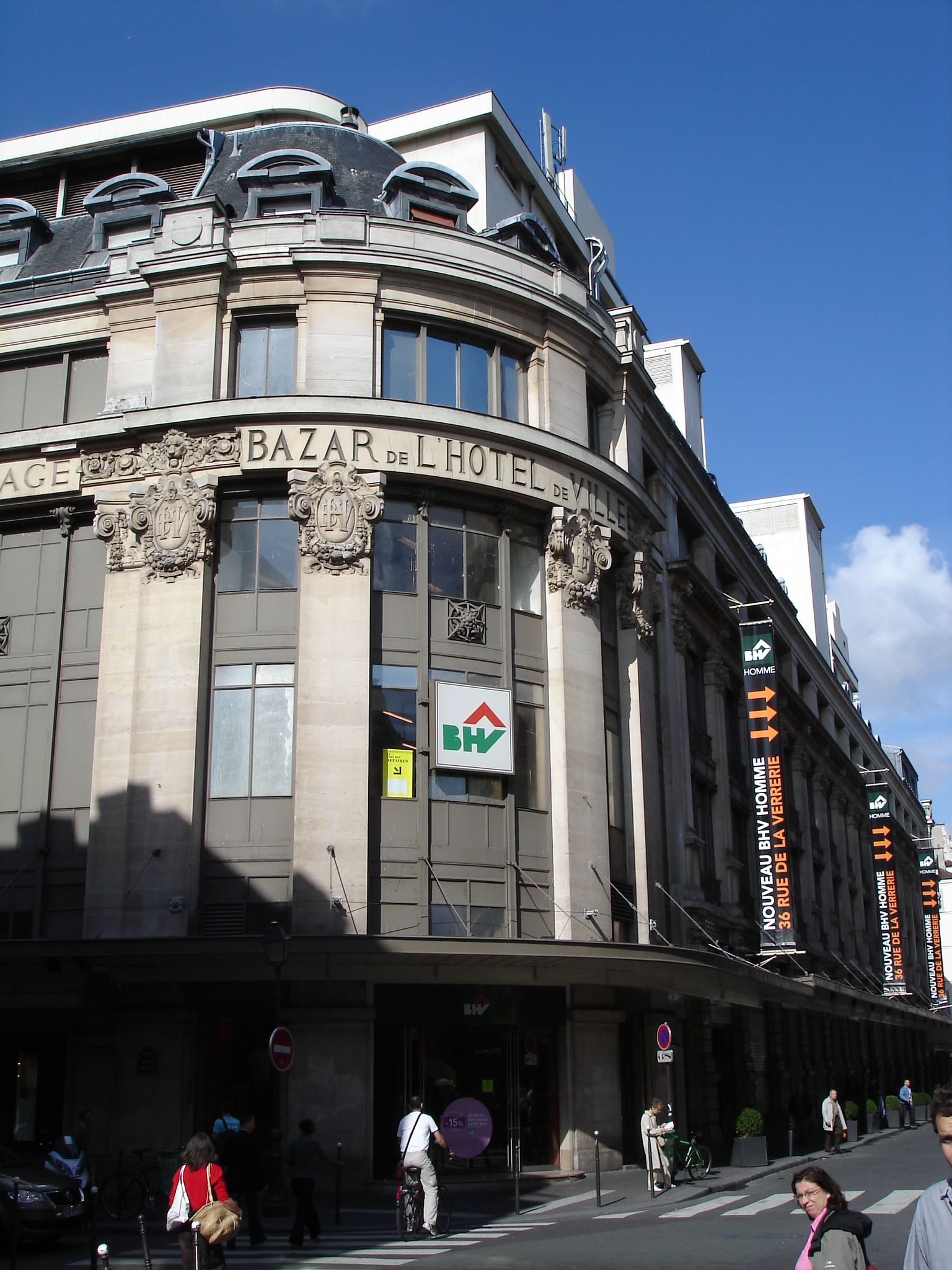
Façade arrière, rue des Archives.
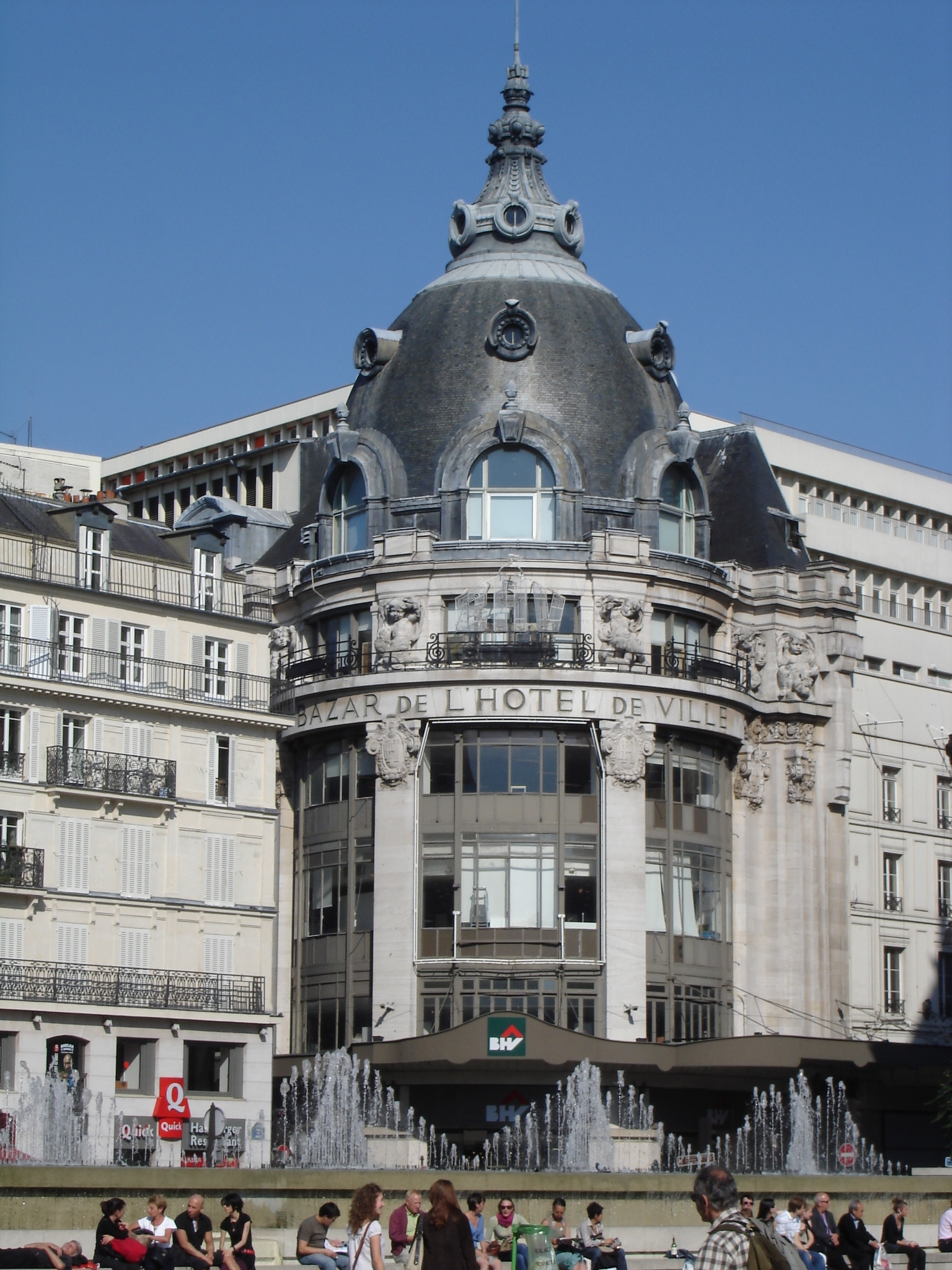
Le BHV vu de la place de l'Hôtel-de-Ville.

En 2013, l'établissement est rénové et son nom est modifié : il devient « Le BHV Marais », en référence à son emplacement dans le Marais, quartier historique de la capitale. Le rayon « bricolage » est maintenu en sous-sol, tandis que les deux étages au-dessus sont consacrés à la mode féminine, avec l'arrivée d'un nouvel espace « chaussures » au premier étage. Les sections « meubles » sont supprimées pour faire plus de place aux loisirs et vêtements.
En 2016, après un accord trouvé entre les syndicats CFTC, SUD-Solidaires et CFE-CGC, Le BHV Marais est devenu le premier grand magasin parisien à ouvrir le dimanche. Cette nouvelle réglementation est rendue possible grâce à la loi Macron.
En 2016, à l’occasion de son anniversaire, le BHV célèbre son lien très étroit avec la création. Il invite les artistes Mathieu Mercier et Jean-Luc Moulène & Objet Sens Fonction à intervenir au cœur d'une exposition qui révèle 160 ans d’histoire, à partir de sources inédites et des archives de l’entreprise.
En 2018, le nouveau site internet du BHV Marais est mis en ligne et reprend les mêmes offres que le magasin physique, enrichi d'une marketplace afin de proposer au total plus de 70 000 références dans les domaines de la maison et de la mode.
Entre 2018 et 2020, Le BHV Marais termine sa mue et réalise de nouveaux ajustements dans l'aménagement de son grand magasin : la mode femme est concentrée au premier étage, tandis que des marques d'ameublement, de décoration et de beauté font leur entrée au rez-de-chaussée, et le quatrième étage devient entièrement consacré à l'ameublement et à la décoration.
En raison de la pandémie de Covid-19, l'année 2020 est la pire de l'histoire des grands magasins parisiens. Outre les fermetures temporaires survenues lors des confinements — une longueur jamais connue, même pendant les deux guerres mondiales —, ils subissent aussi la perte de leur clientèle étrangère, à quoi se surajoute une forme de désaffection des Français pour la mode, le développement du commerce en ligne et des restrictions de l’utilisation de la voiture dans la capitale. À cause de la crise sanitaire, le chiffre d'affaires du BHV a ainsi baissé de 20 % note Le Figaro en septembre 2021.
En février 2023, les Galeries Lafayette annoncent entrer en négociations exclusives avec la Société des Grands Magasins (SGM) afin de lui céder le BHV Marais. Début novembre 2023, les négociations se concluent par une vente du BHV Marais à SGM,.
En avril 2025, Karl-Stéphane Cottendin est nommé directeur du BHV par la SGM.

### Organisation actuelle
En 2020, Le BHV Marais est organisé en différents espaces :
- au sous-sol : le bricolage ;
- au rez-de-chaussée : une sélection maison et décoration, la bijouterie, parfumerie, la beauté et des pop-up stores ;
- au premier étage : la mode femme et la chaussure ;
- au deuxième étage : la bagagerie, la papeterie, la culture et les loisirs créatifs ;
- au troisième étage : les arts culinaires et deux restaurants (Marlette et les Artisans de la Truffe) ;
- au quatrième étage : la décoration et les luminaires ;
- au cinquième étage : les jouets, la mode enfant, la lingerie et les restaurants, dont « La Table Cachée » du chef Michel Roth ;
- au sixième et dernier étage : la salle de bain, la literie et linge de maison ;
- Le BHV l'Homme (rue de la Verrerie) consacré à la mode masculine ;
- une boutique animalière baptisée « La Niche » ;
- un magasin consacré aux vélos électriques nommé « Mobicity » ;

Au sein de cours auparavant privées et désormais accessibles au public, il est possible de rejoindre depuis Le BHV Marais le marché italien Eataly Paris Marais (appartenant également au groupe Galeries Lafayette), puis d'arriver jusqu'à la rue du Plâtre.
Le bâtiment principal est encadré par la rue de Rivoli, la rue des Archives, la place Harvey-Milk, la rue de la Verrerie et la rue du Temple.

### Architecture
Entre 1878 et 1901, la famille acquiert différents immeubles formant l'îlot principal compris entre la rue des Archives, la rue de Rivoli, la rue du Temple et la rue de la Verrerie.
Au début du XXe siècle, l’intérieur est transformé : d’abord en 1904, sous la direction de deux architectes Granon et Roger qui éclairent les espaces agrandis de quatre grandes verrières, typiques des grands magasins. Puis en 1912 sous la direction d’Auguste Roy, qui édifie la rotonde. Inaugurée en 1913, elle devient l’étendard du bâtiment, qui continue à se moderniser au fil de la croissance de l’entreprise.
Après la Seconde Guerre mondiale le BHV entre dans une phase de modernisation marquée par sa rénovation architecturale en 1954. On inaugure un premier escalier mécanique et dès 1962, les espaces sont modifiés, les façades unifiées et le bâtiment surélevé par l’architecte Louis Arretche, qui participe aussi au renouveau des Halles de Paris et du quartier du Marais.
En 2013, l'établissement est rénové.

#### Végétalisation
Aujourd’hui, les gestes architecturaux contemporains affirment l’implantation du magasin dans le Marais. En 2007, le BHV l'Homme est doté d'un mur végétal pensé par Patrick Blanc.
Depuis 2017, le BHV Marais dispose d'un jardin perché de 2000 m² sur le toit de son magasin principal, exploité par la société Sous les Fraises.

### «Hommages»
Le sigle BHV a été parodié au Parc Astérix. Un des magasins de la zone grecque s’appelait le « Bazar Hellénique de Vente » et reprenait le logo BHV.

## Autres magasins et sites

### Réseau français

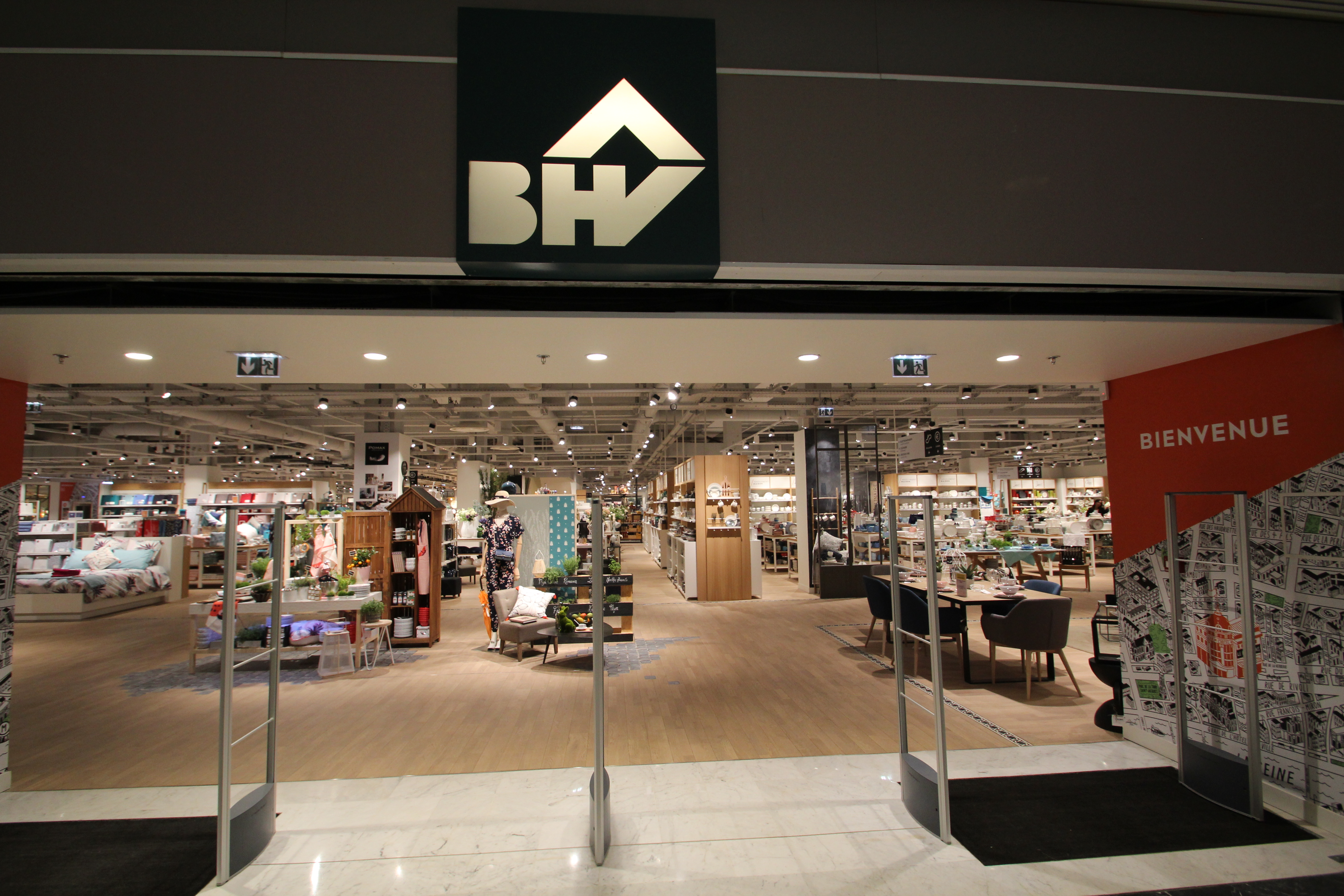
BHV à Parly 2 au Chesnay

La marque BHV a été utilisée à travers la France par des dizaines d'établissements franchisés ou non. Ils étaient situés en centre-ville, mais aussi en périphérie. Il reste aujourd'hui un seul établissement en région parisienne (Parly 2). Les deux magasins lyonnais ont fermé leurs portes en 2019.

#### Anciens magasins
| Ville                 | Date d'ouverture | Date de fermeture | Emplacement                                         | Observations - Particularités |
| --------------------- | ---------------- | ----------------- | --------------------------------------------------- | --- |
| Angoulême             | 1985             | 1989              |                                                     | Ancien CMJ (Centre Maison Jardin) des Nouvelles Galeries |
| Annecy                | 1992             | 1998              | à Sillingy                                          | Franchisé du groupe Outirama. Passé sous enseigne Bricorama en 1998. |
| Annemasse             | 1986             | 1998              | La Châtelaine à Gaillard                            | Franchisé du groupe Outirama. Passé sous enseigne Bricorama en 1998. |
| Besançon              | 1985             | 1998              | 5 Rue Jouchoux à Besançon                           | Bâtiment rasé en 2000. Un Bricomarché a été construit à la place. |
| Bordeaux              | 1982             | 2005              | Avenue de l'Hippodrome à Gradignan                  | Est devenu BHV Déco à la suite de son déménagement à Bègles en 2006. |
| Bordeaux              | 2006             | 2010              | Centre Commercial Rives d'Arcins à Bègles.          | Magasin sous enseigne BHV Déco. |
| Caen                  | 1985             | 2006              | 2 Rue de Vaucelles à Caen (Centre-Ville)            | Anciennement Legallais-Bouchard. Devenu Adagio City Aparthotel en 2011. |
| Cergy-Pontoise        | 1988             | 1991              | Centre Commercial Cergy 3 – Les 3 Fontaines         | |
| Créteil               | 1974             | 2008              | Centre Commercial Créteil Soleil                    | Passé sous enseigne Castorama à sa fermeture, et devenu Saturn en juin 2011, puis Boulanger en octobre 2011. Boulanger a fermé pendant l'été 2013. Il a depuis laissé place à un Primark |
| Garges-lès-Gonesse    | 1969             | 1990              | Centre Commercial du Pont de Pierre.                | |
| Gex                   |                  | 1998              | RN 5 à Cessy                                        | Franchisé du groupe Outirama. Passé sous enseigne Bricorama en 1998. |
| Grenoble              | 1977             | 1994              | Centre Commercial Grand'Place                       | |
| Le Lamentin           | 1989             | ?                 | Centre Commercial La Galleria                       | Franchisé. Passage sous enseigne Galeries Lafayette. |
| Le Mans               | 1985             | 1989              |                                                     | Ancien CMJ (Centre Maison Jardin) des Nouvelles Galeries. |
| Lyon                  | 19/09/1979       | 31/01/2019        | C.C. La Part Dieu à Lyon                            | |
| Lyon                  | 13/06/1979       | 31/01/2019        | RN6 Les Tuileries à Limonest                        | Remplacé par un Gifi en 2020 |
| Lyon                  | 1975             | 1990              | Centre commercial de Vénissieux                     | |
| Lyon                  | 1981             | 2012              | Centre Commercial Saint Genis 2 à Saint-Genis-Laval | |
| Montauban             | 1977             | ?                 |                                                     | Magasin sous enseigne BHV-Midica. |
| Montlhéry             | 1967             | 2012              | 60 Route d'Orléans à Montlhéry                      | Bâtiment rasé en 2017 pour être remplacé d'ici a 2018 par des logements et commerces |
| Nantes                | 1998             | 2002              | Implanté au sous-sol des Galeries Lafayette.        | |
| Paris                 | 1964             | 2008              | Avenue de Flandre (Paris XIXe)                      | Devenu Castorama en 2008. |
| Pontault-Combault     | 1985             | 1992              | RN 4 à Pontault-Combault                            | |
| Rambouillet           | 1985             | 1998              |                                                     | Franchisé du groupe Outirama. Passé sous enseigne Bricorama en 1998. |
| Rosny-sous-Bois       | 1973             | 2010              | Centre Commercial Rosny 2                           | Remplacé par les Galeries Lafayette, sauf le sous-sol qui fut BHV Déco et devenu la Fnac en 2010                                                                                         |
| Saint-Étienne         | 1985             | 1992              | Centre Commercial Centre Deux                       | |
| Strasbourg            | 1979             | 2006              | Centre Commercial Place des Halles                  | Passé sous enseigne Box & Co en 2001, le magasin est boudé par la clientèle. Il redevient BHV en 2002.                                                                                   |
| Thiais                | 1971             | 2006              | Centre Commercial Belle Épine                       | Passé sous enseigne Galeries Lafayette. |
| Thonon-les-Bains      | 1986             | 1998              |                                                     | Franchisé du groupe Outirama. Passé sous enseigne Bricorama en 1998. |
| Toulouse              | 1983             | 2006              | Centre Commercial Labège 2 à Labège                 | Magasin sous enseigne Midica, affilié BHV. |
| Vitrolles             | 20 mai 1988      | 15 février 1989   |                                                     | Franchisé groupe Provencia. |
| Villeneuve-la-Garenne | 1979             | 2007              |                                                     | |

#### Entrepôts
De 1926 à 2012, dans le quartier Ivry-port de la ville d'Ivry-sur-Seine, étaient implantés les entrepôts du BHV, situés boulevard National (aujourd'hui boulevard Paul Vaillant-Couturier).

### À l'étranger
- Beyrouth
- Enseignes fermées : Pékin, Berlin, Dubaï et Jakarta